# Aulla
Aulla est une commune italienne de la province de Massa-Carrara dans la région Toscane en Italie.

## Géographie
Aulla se trouve dans la région de la Lunigiana dans le nord-ouest de la Toscane sur les flancs sud-ouest des Apennins dits « toscan-émiliens ».

### Hameaux
Les frazioni d'Aulla sont / Albiano Magra, Bettola, Bibola, Bigliolo, Calamazza, Canova, Caprigliola, Chiamici, Filanda,Gorasco, Lizzano, Malacosta, Olivola, Pallerone, Piano di Bibola, Quercia, Ragnaia, Ripa di Quercia, Sannaco, Serricciolo, Stadano, Stadano Bonaparte, Vaccareccia, Valenza, Vecchietto, Venezia di Albiano.

### Communes limitrophes
Les communes attenantes à Aula sont Bolano, Fivizzano, Fosdinovo, Licciana Nardi, Podenzana, Santo Stefano di Magra et Sarzana.

## Administration
| Période                                  | Période | Identité | Étiquette | Qualité |
| ---------------------------------------- | ------- | -------- | --------- | ------- |
|                                          |         |          |           |         |
| Les données manquantes sont à compléter. |         |          |           |         |

## Culture et patrimoine
- La forteresse de Brunella (Fortezza della Brunella), est une forteresse construit en 1522 pour le compte du condottiere Jean de Médicis des Bandes Noires
- Castello di Bigliolo
- Le pont d'Aulla - long d'environ 300 mètres - traversant le fleuve Magra sur la route qui relie le village d'Albiano Magra à Aulla s’est totalement effondré le mercredi 8 avril 2020, faisant un blessé, le conducteur d'une camionnette[2].